# Auspicantibus nobis
Mit der Apostolischen Konstitution Auspicantibus nobis vom 6. Januar 1929 erklärte Papst Pius XI. aus Anlass seines 50. Priesterjubiläums (Priesterweihe am 20. Dezember 1879) ein außerordentliches Jubiläumsjahr.
Nach der Beschreibung seiner erfüllten Priesterzeit wollte auch er, wie schon sein Vorgänger Leo XIII. es tat, dieses Jubiläum zum Anlass nehmen, ein außerordentliches Jubiläumsjahr zu deklarieren. Er rief alle Gläubigen auf, bis zum Ablauf des Jahres 1929 der Vertiefung des Glaubens einen großen Raum einzuräumen. Unter genau vorgeschriebenen Voraussetzungen konnten den Gläubigen Ablässe erteilt werden, hierzu wurde der Besuch der Basiliken Lateran, Sankt Peter und Santa Maria Maggiore sowie mindestens ein zweitägiges Fasten, das Ablegen der Beichte, die Absolution, die Teilnahme an der Eucharistie und ein Almosen vorgeschrieben. Für Gläubige, die die Heilige Stadt Rom nicht besuchen konnten, schrieb er örtliche Ausnahmegenehmigungen vor, damit der Ablass erteilt werden konnte.